# Химелсбериа
Химелсбериа (на шведски: Himmelsberga) е село, разположено в централната и източна част на шведския остров Йоланд, в рамките на община Борихолм, лен Калмар. Селото е място на изградения музей на открито, прераснал в „музей на Йоланд“.
През 1957 година, асоциация за запазване на културното наследство на остров Йоланд закупува земята и сградите около Химелсбериа. Постройките на фермите и прилежащата инфраструктура са възстановени и отворени за посещение в рамките на музей през 1959 година. Инициатор и движеща сила на проекта е кураторът на асоциацията Бертил Палм. Музеят представя животът и ежедневието във фермите на Йоланд през 19 век. По този начин музеят край Химелсбериа се превръща в най-големия етнографски музей на острова.
През 1986 се закупуват няколко допълнителни ферми край селото. Те се превръщат в административна и конферентна част към музея. Наколко други сгради се реставрират. Част от тях са преструктурирани в художествени галерии за изява на местни художници.
Една от по-големите арт-галерии е разположена в новореставрирана каменна сграда и се използва за място на постоянни изложби съвместно с Националния музей на Швеция, музеят на модерното изкуство и други.
Местността получава името „музей на Йоланд“ през 1995 година.
Етимологията на името Химелсбери не е ясна, въпреки че името е съставено от две основни шведски думи, означаващи небе (на шведски: himmel) и планина (на шведски: berg). Възможно е първата част на името да произхожда от старо фамилно име — Hemvidh.